# Delta Świny (ostoja ptaków IBA)
Delta Świny (kod ostoi PL001) – ostoja ptaków IBA (obszar rozpoznany przez BirdLife International jako ważny dla ochrony populacji ptaków), położona w województwie zachodniopomorskim. Bardzo ważne regionalne obszar zimowania ptaków blaszkodziobych (traczy i kormorana) i znaczące lęgowisko gatunków wodno-błotnych i wodniczki.
Obszar PL001 częściowo pokrywa się z następującymi obszarami chronionymi: Woliński Park Narodowy (2000 ha), Zalew Szczeciński (PLB320009) (899 ha), Ujście Odry i Zalew Szczeciński (PLH320018) (2000 ha), Wolin i Uznam (PLH320019), Delta Świny (PLB320002) (7766 ha) i rezerwat przyrody Karsiborskie Paprocie.
Znajduje się w powiatach kamieńskim, Świnoujście (województwo zachodniopomorskie). Całkowita powierzchnia obszaru to 8893 ha. Ostoja leży w mezoregionie fizycznogeograficzny Pobrzeża Szczecińskiego, Uznam i Wolin (313.21), we wstecznej delcie rzeki Świna i przyległymi do niej obszarami oraz 44 różnej wielkości wyspami. Około 27% ostoi stanowią lasy i zadrzewienia, 15% łąki i pastwiska, 6% tereny orne, a 50% wody powierzchniowe. Na obszarze ostoi występują rozległe i najlepiej zachowane w kraju obszary solnisk nadmorskich Glauco-Puccinietalia.
W ostoi stwierdzono ponad 240 gatunków ptaków w tym około 140 lęgowych. Ostoja jest jednym z 3 miejsc lęgowych wodniczki na Pomorzu Zachodnim. Najważniejszymi gatunkami ptaków, które obserwuje się w ostoi Delta Świny, są: łabędź czarnodzioby, gęgawa, bernikla białolica, płaskonos, bielaczek, kormoran zwyczajny, biegus zmienny, ohar, błotniak łąkowy, błotniak zbożowy, bąk zwyczajny, bocian czarny, bielik, błotniak stawowy, błotniak zbożowy, bączek, mewa żółtonoga, mewa czarnogłowa, mewa siwa, rybitwa rzeczna i rybitwa białoczelna, świstun zwyczajny, rożeniec zwyczajny, gągoł, wąsatka, wodniczka i derkacz, ostrygojad zwyczajny, sieweczka obrożna, batalion, kulik wielki, rycyk i krwawodziób.